# Inini
Inini (französisch Territoire de l’Inini) war eine französische Kolonie in Südamerika, die 1930 von Französisch-Guayana abgetrennt wurde. Im Jahre 1946 wurden beide Gebiete wieder vereinigt und bilden seither ein französisches Übersee-Département.

## Geschichte
Mit Beschluss vom Mai 1930 teilte die Französische Nationalversammlung das Gebiet Französisch-Guayanas in zwei Teile. Ein etwa 40 Kilometer breiter Streifen entlang der Atlantikküste sowie die vorgelagerten Inseln wurde weiterhin unter dem Namen Französisch-Guayana verwaltet, das gesamte Landesinnere wurde am 6. Juli 1930 unter dem Namen Territoire de l’Inini ein eigenständiges Verwaltungsgebiet, das seinen Namen nach dem Inini, einem Nebenfluss des Maroni erhielt. Hauptstadt wurde Saint-Élie. Beide Gebiete unterstanden einem gemeinsamen Gouverneur. Durch die Teilung sollte die Entwicklung des Landesinneren, vor allem der Abbau von Bodenschätzen, vorangetrieben und neue französische Siedler ins Land geholt werden, was zuvor durch das negative Image Französisch-Guayanas als Strafkolonie verhindert worden war.
Das neu geschaffene, etwa 70.000 km² große Territorium, war sehr dünn besiedelt. Die indigene Bevölkerung bestand aus den Aluku oder Boni, Abkömmlinge von seit dem 18. Jahrhundert entlaufenen schwarzen Sklaven, die ein englisches Kreolisch sprachen. In der Kolonie waren Sträflinge unerwünscht, man warb daher als Arbeitskräfte für den Bau von Straßen und einer Eisenbahnverbindung von Saint-Élie nach Gare Tigre Vietnamesen und Laoten aus Französisch-Indochina an. 1937 kam es aufgrund mangelhafter Lebens- und Arbeitsbedingungen zu Aufständen unter den Arbeitern, die von den Sicherheitskräften niedergeschlagen wurden. Im Jahre 1941 lebten etwa 5.000 Einwohner in der Kolonie.
Ab April 1932 bildete Inini ein Postgebiet mit eigenen Briefmarkenausgaben. Die ersten Ausgaben entstanden durch Aufdruck des Schriftzuges TERRITOIRE DE L’ININI auf Marken Französisch-Guayanas, später erschienen einige Sondermarken mit gemeinsamen Entwürfen für alle französischen Kolonien (sogenannte Omnibusausgaben) und der Landesbezeichnung Inini.
Am 19. März 1946 wurden Inini und der Küstenstreifen wieder vereinigt und bildeten seitdem das Übersee-Département Französisch-Guayana. Ein spezielles Statut, verbunden mit gesonderten Verwaltungseinrichtungen für Inini, bestand noch bis zum 17. März 1969 fort.

Briefmarken aus dem Jahr 1932
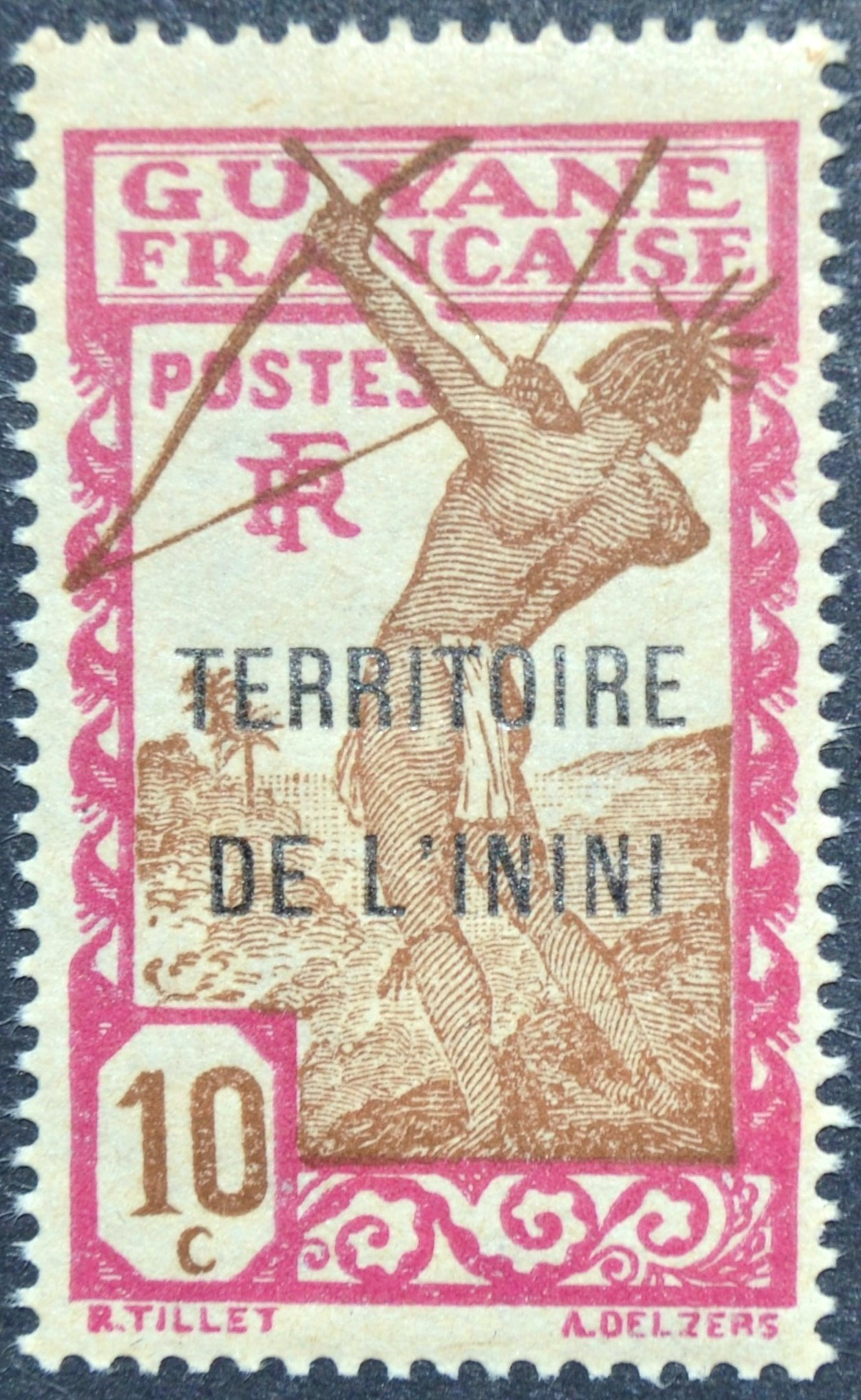
Marke zu 10 Centimes
Marke zu 20 Centimes